# Lupeni
Lupeni (pronunciació en romanès: [luˈpenʲ] ; en alemany: Schylwolfsbach, en hongarès: Lupény) és una ciutat minera de la vall del Jiu al comtat de Hunedoara, Romania, a la regió històrica de Transsilvània. És una de les ciutats més antigues i grans de la vall del Jiu.
Es troba a la vora del riu West Jiu dins de la vall del Jiu, a una alçada que oscil·la entre els 630 metres (a l'est) i 760 metres. La distància de Lupeni a Petroșani és de 18 quilometres (11 mi) (DN66A), i fins a Deva (la capital del comtat de Hunedoara) són 114 quilòmetres.
El nom deriva del romanès "lup", que significa "llop". Al llarg de la segona part del segle xix i la major part del segle xx, l'economia de la ciutat es va basar en la mineria, però des dels anys noranta l'economia s'ha anat diversificant després de tancar moltes mines.

## Història
Els primers registres de persones que habitaven aquesta zona es remunten a temps prehistòrics, com ho demostren els descobriments fets a la cova del turó Straja-Lupeni, on es van trobar antics objectes de ceràmica. La ciutat de Lupeni fou atestada per primera vegada el 1770. Durant l'edat mitjana, la vall del Jiu era poc poblada, amb els habitants que vivien en petits pobles, i el pastor era l'activitat principal.
Lupeni es va formar com a resultat de la intensa migració de persones procedents de Valea Streiului i Țara Hațegului, que van ser atrets per les riques pastures i camps de fenc de la zona. Els residents del poble de Valea Lupului (Vall del Llop) són aquells que es creu que van fundar Lupeni.
Després del 1840, l'exploració i l'explotació mineres van començar a desenvolupar-se a la zona i es van produir canvis econòmics i socials importants. Els treballadors estrangers, principalment miners polonesos, txecs, austríacs, eslovacs i hongaresos, així com miners romanesos de les muntanyes Apuseni i Baia Mare, van ser portats a treballar a la vall del Jiu. L'activitat minera va començar al sud de Lupeni. Lupeni es converteix aviat en un important productor de carbó amb un desenvolupament monoindustrial, amb aproximadament el 80% de la població que viu de la mineria i altres activitats relacionades. La ciutat esdevé molt pròspera i experimenta un creixement demogràfic continu. No obstant això, el desenvolupament industrial de la zona es va veure greument afectat per la crisi econòmica del període d'entreguerres, que finalment va conduir a la vaga de Lupeni del 1929.
Durant el règim comunista, les mines van ser nacionalitzades pel govern comunista. Lupeni va ser declarada ciutat el 1941, moment en què tenia 12.000 habitants. El 1977, Lupeni va ser el lloc de la vaga de miners de la vall del Jiu el 1977. Després de la revolució, als anys noranta, les explotacions mineres van entrar en un procés de reestructuració que va tenir un fort impacte social i econòmic a la ciutat. Es va tancar un gran nombre de mines i això també va afectar altres activitats relacionades, com ara proveïdors de materials, equips i serveis i agents que operaven a les àrees de comerç i serveis. No obstant això, en els darrers anys van sorgir noves àrees de desenvolupament econòmic, com ara el turisme, la indústria forestal, la indústria de la fleca i el comerç.
La mina activa restant de la ciutat és la mina de carbó Lupeni gestionada per la Companyia nacional de carbó dur de Petroșani.

## Població
Dades segons el darrer cens del 2011:

### Per nacionalitat
- Romanesos: 19.465 (88,53%)
- Hongarès: 1.581 (7,19%)
- Roma (gitana): 735 (3,34%)
- Alemanys: 71 (0,32%)

### Per religió
- Ortodoxos: 24.815
- Catòlic romà: 1.921
- Reformat: 1.562
- Pentecostal: 688
- Greco-catòlic: 501
- Baptista 200-300
- Altres: 1.155